# Војкан Борисављевић
Војислав Војкан Борисављевић (Зрењанин, 5. мај 1947 — Београд, 23. фебруар 2021) био је српски композитор и диригент. Компоновао је више од пет стотина песама за најпознатије југословенске певаче — Леа Мартина, Здравка Чолића, Ђорђа Марјановића, Микија Јевремовића и многе друге, као и за бројне телевизијске серије и филмове, попут серија Сиви дом и Врућ ветар и филма Лајање на звезде за чију је музику награђен Златном мимозом на Фестивалу југословенског филма у Херцег Новом 1997. године. Аутор је песама Одисеја, Љубав је само реч, А сад адио, Ја те волим.

## Биографија
Војкан Борисављевић је рођен 5. маја 1947. године у Зрењанину, а од 1948. године живи у Београду. Родитељи су му били Слободан и Светислава, а деда по оцу књижевник Миодраг Борисављевић. По завршеној гимназији је студирао на Филозофском факултету у Београду. Музичко образовање је стекао у београдским школама „Др Војислав Вучковић“ и „Станковић“, као и на приватним студијама у Паризу. Уметничким радом се активно бави од 1965. године.
Цео радни век провео је као слободан уметник у оквиру Удружења композитора Србије са статусом истакнутог уметника. Компонује музику за позориште, филм и телевизију, популарне и дечје песме, инструменталне композиције и аранжмане, што до сада чини неколико стотина дела различитих жанрова.
Бави се дириговањем у позоришту, концертима, фестивалима и РТВ снимањима. Сарађивао је са ТВ Београд као музички сарадник и уредник од 1968. године. Учествовао је на већем броју музичких, позоришних и филмских фестивала у земљи и иностранству, где је више пута награђиван. Добитник је награде „Дарко Краљић” која се додељује од стране Удружења композитора Србије за музичко стваралаштво у домену популарне музике.
На Великој сцени Народног позоришта у Београду, 22. марта 2018. године одржао је ауторски концерт, назван Моја одисеја, а том приликом уручена му је награда "Дарко Краљић". 2018. године објавио је књигу Моја одисеја.
Сахрањен је 2. марта 2021. у Алеји заслужних грађана на Новом гробљу у Београду.

## Стваралаштво

### Популарна музика
- Лео Мартин: Одисеја, Ја те волим, Свет без тебе, Реци ми шта је љубав, Лаку ноћ, драги, лаку ноћ, драга, Једном кад се заљубиш, Има времена, Бићу увек сам, Збогом, Кристина, Ветар у твојој коси, Драга
- Ђорђе Марјановић: Бела дама, црни краљ, Кабаре, Пева срце твоје, Та тужна музика, Добро јутро, Александра
- Мики Јевремовић: Песникова гитара, Како ти је име, девојчице
- Здравко Чолић: Љубав је само ријеч
- Нада Кнежевић: Београд, Нека пати ко ме воли, Пева срце твоје
- Сенка Велетанлић: Име ми је љубав
- Дубравка Нешовић: Растанак
- Радмила Караклајић: Ти ћеш ми се вратити
- Бојан Милановић: Катарина
- Арсен Дедић: Долази дан твог вјенчања
- Снеки: Снеки Реп
- Лутајућа срца: Брод за срећу
- Хладна браћа: Маре, Ослободи ме, Кате, Катинка
- Љиљана Шљапић: Бели Београде
- Драган Мијалковски: Иди, душо моја
- Сашка Петковска: Толико љубави
- Индекси: Моја мала Ана
- Алма Екмечић: Свако има своју љубав
- Ксенија Еркер: Никад више
- Јасна Злокић: Ноћ и дан

### Музика за филм
Војислав „Војкан” Борисављевић је писао музику за следеће филмове:
- 1968 — Вишња на Ташмајдану
- 1974 — Партизани
- 1976 — Војникова љубав
- 1979 — Освајање слободе
- 1980 — Авантуре Боривоја Шурдиловића
- 1982 — Смрт господина Голуже
- 1988 — Кућа поред пруге
- 1988 — Шпијун на штиклама
- 1991 — Ноћ у кући моје мајке
- 1994 — Биће боље
- 1997 — Враћање
- 1998 — Лајање на звезде (награђен за музику)
- 2003 — Волим те највише на свету
- 2016 — Santa Maria della Salute

### Музика за телевизијске серије
- 1977. Више од игре
- 1980. Врућ ветар
- 1986. Сиви дом
- 1987. И то се зове срећа
- 1989. Сазвежђе белог дуда
- 2006-2012. Бела лађа
- 2017. Santa Maria della Salute
- 2019. Јунаци нашег доба
- 2021. Beležnica Profesora Miškovića

### Музика за телевизијске филмове
- 1974. Мистер Долар
- 1974. Лажа и паралажа
- 1978. Сироче
- 1981. Почнимо живот из почетка
- 1981. Била једном љубав једна
- 1983. Љубавно писмо
- 1989. Мистер Долар
- 1994. Жеља звана трамвај
- 1998. Џандрљиви муж
- 1999. Голубовића апотека
- 2006. Где цвета лимун жут
- 2008. Кнежевина Србија
- 2008. Краљевина Србија

## Награде и признања
- 2015. Златна медаља за заслуге у културним делатностима (Поводом Дана државности Републике Србије)
- 2015. Златни мелос — награда за животно дело[10]
- 2017. Награда за животно дело „Дарко Краљић” (Удружење композитора Србије)
- 2018. Награда за животно дело (Филмски фестивал Сопот)
- 2018. Награда за животно дело (Савез естрадно-музичких уметника Србије)